# Rak mramorovaný
Rak mramorovaný (Procambarus virginalis) je sladkovodní rakovitý korýš, původně popsaný jako forma druhu rak klamavý (Procambarus fallax) pocházejícího z jihovýchodní části USA. V roce 2018 byla tato forma v odborné literatuře uznána jako samostatný druh. Od floridského druhu se liší zejména schopností partenogeneze.

## Objev druhu
Druhová totožnost není zcela jasná, stejně jako původní areál. Poprvé byl zaznamenaný v 90. letech 20. století v Německu. Jedná se pravděpodobně o formu, která se v Severní Americe původně vůbec nevyskytovala a byla zřejmě nechtěně vyšlechtěna až evropskými akvaristy.

## Rozmnožování a invaze

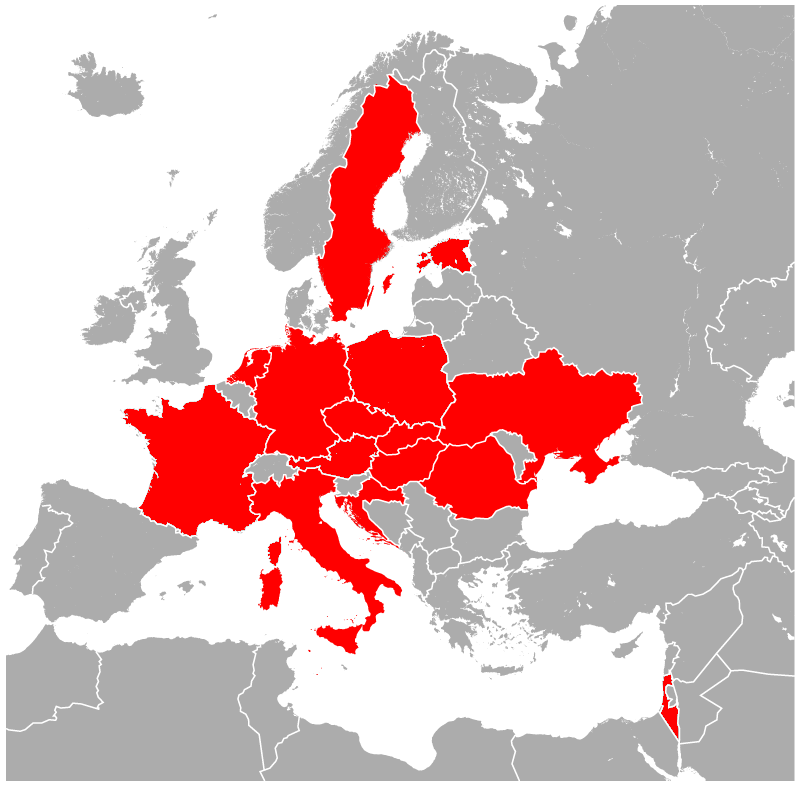
Země, kde byl zaznamenán výskyt raka mramorovaného

Rozmnožuje se partenogeneticky a všichni jedinci druhu jsou samice. Z neoplozených vajíček se vyvinou mladí raci, kteří jsou už po pěti měsících života schopni produkovat vajíčka. K založení nové populace tak stačí jediný uniklý či vypuštěný jedinec a taková populace rychle narůstá. Vlivem toho dochází v mnoha Evropských zemích k ohrožení původních druhů raků, neboť raci mramorovaní jsou často přenašeči račího moru.
Jeho výskyt ve volné přírodě byl zaznamenán především v Německu, další nálezy pocházejí z Itálie, Maďarska, Nizozemí, Česka, Slovenska, Ukrajiny a Švédska. Kromě Evropy byl rak mramorovaný zavlečen též na Madagaskar.